# لبسة فاسية

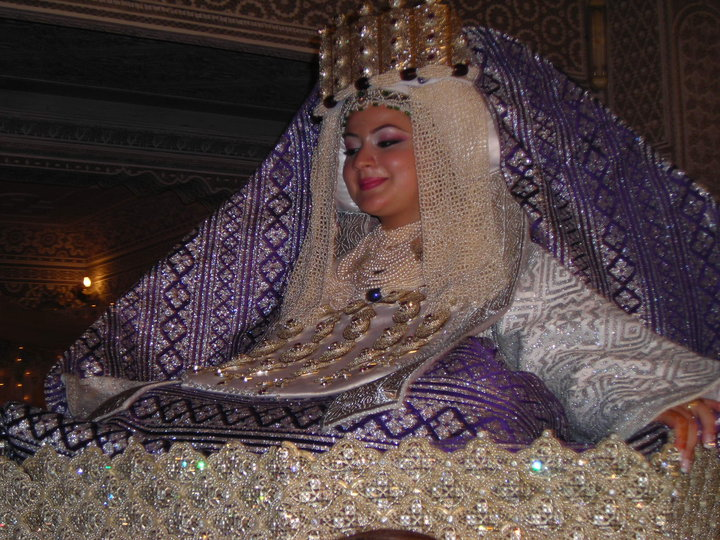
عروس ترتدي اللبسة الفاسية فوق العمارية

اللبسة الفاسية أو اللبسة الكبيرة، في المغرب، هو اللباس الخامس في سلسة الألبسة المكونة من سبعة ملابس التي ترتديها العروس في المغرب.